# 신동수 (희극인)
신동수(1978년 12월 24일 ~ )은 대한민국의 희극 배우이다.

## 출연작

### TV
- 코미디쇼 웃으면 복이 와요 (MBC)
- 생방송 후비고 (OGN(구 온게임넷))
- 웃는 day (MBC)
- 개그야 (MBC)
- 지지배 (OGN(구 온게임넷))
- 웃고 또 웃고 (MBC)
- 개그투나잇 (SBS)
- 펭귄 톡 (EBS)
- 2TV 스낵 (KBS2)

### 라디오
- 공부가 재미있다 (KBS 제1라디오)